# 色丹村
色丹村（しこたんむら，ロシア語: Шикотан）は、北海道色丹郡の村。村名は始め斜古丹（しゃこたん）といい、アイヌ語（サクイベ・コタン=夏ノ・場所、極マル・所）に由来する。
2023年現在色丹村を含む北方領土に日本の施政権は及んでおらず、法令上のみ存在する村となっている。
当該地域の領有権に関する詳細は千島列島及び北方領土問題の項目を、現状に関してはサハリン州#南クリル管区の項目を参照のこと。また、現在のロシア領としての自治体はマロクリリスク、クラボザヴォーツカエクを参照のこと。

## 地理
色丹島全体を占め、西には色丹水道を挟み歯舞群島の多楽島と相対する。
島は白亜紀後期の地質で、浸食により北海道本島から取り残されたとみられる。このため、比較的なだらかな山地・丘陵で構成され、斜古丹湾など天然の良港に恵まれている。
- 山：斜古丹岳（412.6 m）、泊山（386 m）
- 河川：ホロベツ川など。小河川が多い
- 湖沼：ノトロ沼

### 村内の地名
| - メツカイベツ - ヒシネベツ - 大崎 - ポンマスバ - マスバ - オツカエベツ - ラシタラベツ - ホロベツ - アナマ（穴澗） - オトモカイ | - マタコタン - カゲノマ（蔭ノ澗） - 斜古丹 - ノトロ（能登呂） - ポンデバリ - デバリ - キリトウシ（切通） - コンブウス - 松ヶ浜 - ポン松ヶ浜 | - トマリ - サキムイ - オダトミ - ヨコネモシリ（相見崎） - オトモカイ - イネモシリ（稲茂尻） - チボイ - カンバライソ - トイロ |

### 隣接している自治体
- 根室振興局
  - 根室市

## 歴史

### 沿革
- 1884年（明治17年）7月11日 - 当時無人島だった色丹島に、占守郡の千島アイヌ91人を定住させ、斜古丹村とする[5]
- 1885年（明治18年）1月6日 - 花咲郡から分かれ色丹郡[6]斜古丹村となり、斜古丹戸長役場が置かれる
- 1892年（明治25年） - 内地からの移住がはじまり、斜古丹に小学校が開設される[7]
- 1914年（大正3年） - 捕鯨会社が相次いで進出（土佐捕鯨株式会社、2年後に東洋捕鯨株式会社）
- 1927年（昭和2年） - 基幹道路（斜古丹－ノトロ線 24 km、斜古丹－イネモシリ線 9 km）が開通
- 1930年（昭和5年） - 南岸沿いの道路（斜古丹－イネモシリ－ノトロ線 50 km）が開通し、陸上交通が整備される
- 1933年（昭和8年）10月 - 斜古丹村から色丹村に改称する
- 1945年（昭和20年）9月1日 - ソ連軍ヴォストリコフ海軍少佐麾下の部隊600名が斜古丹湾に上陸、占領[8]
- 1947年（昭和22年）9月 - 残っていた住民が樺太へ強制送還される[9]
- 1964年（昭和39年）9月8日-9月11日 - 出身者が稲茂尻墓地と斜古丹墓地に墓参[10]

## 行政

### 歴代村長
『根室・千島歴史人名事典』 による。
- 1923年04月 - 1924年09月：福島愛之助
- 1924年09月 - 1926年04月：田邊勝
- 1926年04月 - 1933年05月：氏家與四郎
- 1933年05月 - 1936年08月：藤田淳應
- 1936年08月 - 1936年11月：半藤清
- 1936年11月 - 1942年00月：武田清
- 1943年00月 - 1945年00月：四井諦晏
- 1945年01月13日 - 0000月：梅原衛

## 経済

### 産業
水産業が中心だったが、根室への速やかな出荷が困難なため、加工品生産が中心となった。
- 漁業
  - タラ（干鱈）
  - ニシン（鰊粕肥料）
  - 捕鯨（東洋捕鯨斜古事業所 他、蔭ノ澗にも捕鯨解体場があった）
  - タラバガニ（日本水産缶詰工場）
  - 海苔（千島海苔）
  - コンブ（食用以外に、灰からヨウ素を採取する工場があった）
  - 北海道水産物検査所派出所
- 農業
  - 馬の放牧
- 鉱業
  - イネモシリで金と銀が少量産出
- 林業
  - 根室営林区署担当区員駐在所

## 施設

### 公共機関
- 村役場
- 診療所
- 斜古丹郵便局
- 能登呂郵便局
- 根室警察署巡査駐在所
- 北海道水産物検査所派出所
- 根室営林区署当区員駐在所
- 色丹漁業組合
- 色丹島灯台

### 墓地
- アナマ墓地
- 旧ウタリ墓地
- 斜古丹クリル人墓地
- 能登呂墓地
- キリトウシ墓地
- 相見崎墓地
- 稲茂尻墓地
- チボイ墓地

### 寺社
- 斜古丹神社
- 能登呂神社
- 切通神社
- 相見崎神社
- 稲茂尻神社
- チボイ神社
- 真宗大谷派色丹説教所
- ハリストス正教会 色丹島聖三者教会

## 地域

### 人口
- 総人口：1,038人
  - 男性： ---人
  - 女性： ---人
- 世帯数：206世帯

（1945年（昭和20年）8月15日現在）
| 1920年(大正9年)  | 542人   | 男315人、女227人 | 世帯数117       |
| 1925年(大正14年) | 857人   |                  |                 |
| 1930年(昭和5年)  | 911人   |                  |                 |
| 1935年(昭和10年) | 1,177人 | 男694人、女483人 | 定住人口1,002人 |
| 1940年(昭和15年) | 1,499人 | 男971人、女528人 | 世帯数217       |

総務省統計局 / 国勢調査

### 教育

#### 小学校
- 色丹小学校
  - 能登呂特別教授場
  - キリトウシ特別教授場
  - 相見崎特別教授場
  - 稲茂尻特別教授場
  - チボイ特別教授場

## 交通
根室港から能登呂港、斜古丹港へ定期船が通っていたほか、会社関係の臨時便（缶詰工場の女工用など）があった。
島内でも主要な交通機関は船で、道路の整備は遅れていた。
- 斜古丹－ノトロ線 24 km
- 斜古丹－イネモシリ線 9 km
- 斜古丹－イネモシ－ノトロ線 50 km

官設駅逓
- 能登呂、チボイ、相見崎、キリトウシ、アナマ